# Jacob Burckhardt

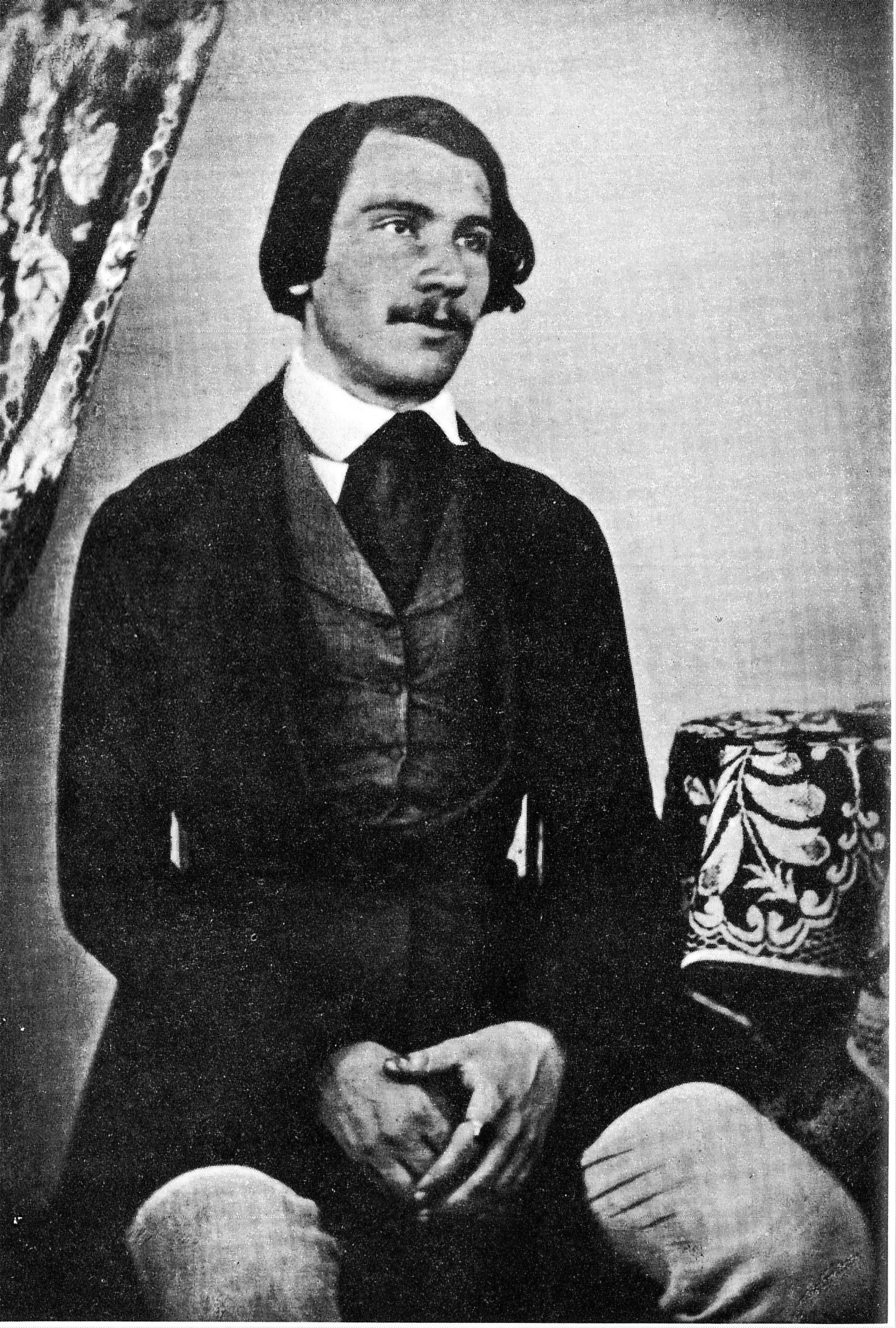
Jacob Burckhardt

Jacob Christoph Burckhardt (25. května 1818, Basilej – 8. srpna 1897 tamtéž) byl švýcarský historik, průkopník kulturních dějin a znalec italské renesance. Mezi jeho nejznámější díla patří "Úvahy o světových dějinách" a "Cicerone", umělecký průvodce po Itálii.

## Život
Burckardt pocházel se slavné basilejské rodiny a jeho otec byl protestantský pastor. Burckhardt začal studovat teologii v Basileji a v Neuchâtelu, ale roku 1839 odešel do Berlína studovat historii a tehdy nový obor, dějiny umění. V Berlíně poslouchal v letech 1839-1843 přednášky J. G. Droysena, A. Böckha, J. Grimma a Leopolda von Ranke, který postavil historii na vědecký základ a trval na tom, že historik musí pracovat s archivními prameny a nespoléhat na osobní názory. Právě při studiích v Berlíně mu byl naprosto cizí duch romantické hegelovské a schellingovské filosofické tradice, která uchvacovala jeho vrstevníky. Odpuzovala ho svojí abstraktností, spekulativností, rozcházela se s jeho dispozicí k názornému vidění a zpodobňování věcí v jednoznačných liniích. Proto mu vyhovoval příklad historika Leopolda von Ranke. Roku 1841 studoval v Bonnu u F. Kuglera dějiny umění a v následujícím roce vydal svou první knihu o uměleckých pokladech belgických měst.
Od roku 1843 přednášel historii na univerzitě v Basileji, v letech 1853-1857 na Technické univerzitě (ETH) v Curychu a od roku 1858 byl opět profesorem v Basileji až do svého emeritování v roce 1893. Během té doby dvakrát odmítl pozvání do Německa, roku 1867 do Tübingen a roku 1872 do Berlína, na katedru po svém učiteli Leopoldu Rankem. Roku 1869 přišel do Basileje mladý Friedrich Nietzsche, který si Burckhardta nesmírně vážil, udržoval s ním přátelské styky a dlouholetou korespondenci.

## Dílo
V roce 1838 Burckhardt poprvé navštívil Itálii, kam se pak po celý život vracel a jíž věnoval velkou část svého díla. Roku 1853 vydal velkou monografii „Doba Konstantina Velikého“ (Die Zeit Konstantins des Grossen) a roku 1855 následovala kniha „Cicerone. Jak si užít uměleckých děl v Itálii“ (Der Cicerone: Eine Anleitung zum Genuss der Kunstwerke Italiens), která měla nesmírný úspěch a prosadila Itálii jako hlavní cíl kultivovaných turistů v 19. a 20. století. „Cicerone“ (italský název pro průvodce cizinců) je umělecko-historický průvodce po Itálii, popisující jak architekturu, tak malířství a sochařství, a věnuje se hlavně umění italské renesance. Tou se zabývala jeho další slavná kniha, „Renesanční kultura v Itálii“ (Die Kultur der Renaissance in Italien, 1860), kde Burckhardt plně rozvinul své pojetí historické práce. Renesance pro něho nebyla jen politicky a hospodářsky významné období italských dějin, ale představil ji jako epochu evropského významu, včetně jejích kulturních, uměleckých a společenských výkonů. Burckhardt odmítal jak ekonomistické, tak pozitivistické pojetí dějin, zdůrazňoval celkovost každé dějinné skutečnosti a dával si záležet i na krásném jazyce a slohu. Roku 1867 vyšly „Dějiny renesance v Itálii“ (Geschichte der Renaissance in Italien).
V dalších letech se Burckhardt věnoval řeckým dějinám, o nichž mnoho let přednášel, od roku 1886 pouze o dějinách umění. Když roku 1897 zemřel, zanechal obrovskou rukopisnou pozůstalost, kterou měl jeho dědic a synovec spálit. Z této pozůstalosti pak vyšly ještě čtyřsvazkové „Řecké kulturní dějiny“ (Griechische Kulturgeschichte), „Úvahy o světových dějinách“ (původní název Burckhardtovy přednášky byl „O studiu dějin“, Über Studium der Geschichte) a řada výborů jeho článků a přednášek o nejrůznějších tématech kulturních i politických dějin. Vyšla také jeho rozsáhlá korespondence, obsahující přes 1700 dopisů. Burckhardt věřil v životní a výchovné poslání historie. Například takové, jaké vyjádřil v „Úvahách o světových dějinách“, že učí „trpícího, usilujícího a jednajícího člověka, jaký je, vždy byl a vždy bude" být ne „chytrým pro dnešek, ale moudrým pro vždy". Svým životem uskutečňoval ideál stoického filosofa, jenž dospěl k poznání zla, které lidstvu působí neustálé usilování o moc. Aby toto zlo nerozmnožoval, zaujímal postoj jen pozorovatele a neúplatného soudce. Nechtěl být reformátorem a nedával návod k přeměně společnosti.